# Піску-Русулуй
Піску-Русулуй (рум. Piscu Rusului) — село у повіті Ясси в Румунії. Входить до складу комуни Дагица.
Село розташоване на відстані 291 км на північ від Бухареста, 40 км на південний захід від Ясс.

## Населення
За даними перепису населення 2002 року у селі проживали 478 осіб, усі — румуни. Усі жителі села рідною мовою назвали румунську.